# 華僑之聲
AM1320華僑之聲是加拿大卑詩省溫哥華一個電台頻道，由商人賀鳴笙旗下的匯聲廣播傳媒集團（Mainstream Broadcasting Corporation）擁有及經營。該台於1973年成立，是大溫哥華地區的首家華語廣播電台。華僑之聲也向日益增長的大溫各族裔社區提供12種不同語言的服務，包括葡萄牙語、希臘語、日本語、泰米爾語、烏克蘭語、越南語、丹麥語、冰島語、挪威語和瑞典語。

## 歷史
華僑之聲於1973年創立，但當初使用的頻道並非AM1320，而是AM1470。AM1320於1959年啓播，最初是一個全英語頻道，取呼號。另一方面，AM1470則於1972年啓播，由荷蘭裔移民Jan van Bruchem創辦，該台的呼號亦是取自他名字的縮寫。CJVB啓播時以18種語言進行廣播，是加拿大西部第一間、亦是全國第三間多元文化電台。該台啓播時的牌照條款將英語或法語外的外語廣播上限設為節目表的40%。

### 劉恆信時代
華僑之聲從1973年起於週一至週五晚上在AM1470播放粤語節目，當時其擁有者和負責人是旅遊業者劉恆信，集團旗下還包括華僑之聲旅行社（現已易名為恆信旅遊並已和華僑之聲脫離關係）和一間傳真沖印公司（已結業）。此外劉恆信亦擔任華僑之聲的時事評論員和節目主持，其節目成為了華人移民和加拿大主流社會的橋樑，一方面帶領新移民認識加拿大社會和各级政府的架構，另一方面替新移民爭取權益，所以很快便得到各方支持。加上早年大溫哥華地區還未出現其他華語電台和華語電視娱樂，當時華僑之聲就等於部分華人的精神食糧。CJVB曾於1986年左右，自行將華僑之聲時段另組《華人之聲》節目，劉恆信被迫遷往AM550繼續廣播，不久後回歸CJVB使用原有時段。

### 賀鳴笙時代
新時代傳媒集團後於1992年收購AM1470，而華僑之聲則於1993年1月遷往AM1320繼續播放。溫哥華商人賀鳴笙於同年分別收購了CHQM AM1320頻率和華僑之聲，並把電台重整和易名為匯聲廣播華僑之聲，匯聲廣播傳媒集團隨即成立至今。CHQM的英語節目於1994年2月9日晚上9點鐘播放完畢後，AM1320的呼號隨即改為「CHMB」，當中的「MB」即匯聲廣播英文名（Mainstream Broadcasting）的簡寫。
隨著AM1470成為新時代傳媒集團旗下的溫哥華中文電台（後改稱加拿大中文電台），溫哥華粤語廣播的兩台鼎立時代正式展開。踏入2000年代，有林國安、逸明、黃寶等新人加入。此外，華僑之聲亦從2008年10月起於不同時段轉播由中國國際廣播電台製作的國語及英語節目。
2012年8月16日起，AM1320把國語時段的節目改以「環球東方」的呼號播放，及後至9月中，部分本地製作的非時事類粵語節目時段也開始改用了「環球東方」的呼號，同時於該等節目的宣傳聲帶中亦開始減少使用「華僑之聲」這一呼號。相關安排直至2015年末因路透社的一則有關「環球東方廣播」與中國大陸的關係報導而終止。

## 電台台歌
華僑之聲台歌的歌詞於1977年經公開徵詞比賽產生，再配上音樂而成，由香港歌手甄秀儀以粵語主唱。歌詞十分具鼓舞性，是當年溫哥華華人社區一首膾炙人口的歌曲。當年的粤語廣播時段就只有星期一至五晚上21:00至第二天早上6:00，每晚21:00台歌播出的時候就代表粤語廣播時段開始，因此聽眾熱切期待台歌的播出。
1992年，有一齣由鄭裕玲和鄭丹瑞主演，內容描述香港移民在溫哥華生活的港產電影-《吳三桂與陳圓圓》就以此為主題曲。而片中有多次描述主角用收音機收聽華僑之聲電台節目和台歌的情節，當年此片讓溫哥華的華人為之共嗚。
粤語歌詞：

華僑到他鄉為求真理想，

隻手闖天下，經遍了風霜，

華僑在他鄉友情更芬芳，

相愛相助，親切同歡暢。

多少辛勞？多少血汗？

成功經過失敗，不要悲傷；

華僑之聲給你新希望，

安份、努力、為僑胞爭光！

華僑在他鄉未忘故鄉，

千里相聚，親切同歡暢。
華僑之聲曾經在90年代短暫改用風火海主唱的《從空中播放明媚陽光》作為台歌，原台歌只保留少數時段播放。

### 外部收聽
- YouTube上的華僑之聲36週年台慶演唱台歌

## 原創節目及本地主持人

### 粵語節目
- 區穎欣：主持《溫哥華早晨》
- 陳建邦：主持《溫哥華早晨》、《天男地北》
- 逸明：主持《溫哥華早晨》
- 李寶安：主持《時事烽火台》、《時事風雲》
- 張翊良：主持《時事烽火台》、《匯聲論壇》
- 陳國燊：主持《平心而論》、《時事風雲》
- 陳淑玲：主持《至凝至美十點鐘》、《週未由玲開始》
- 林國安：主持《音樂原動力》、《天男地北》
- 黎燕卿：主持《音樂原動力》
- 周鳳姬：主持《健康之門》
- 嘉恩：主持《音樂達人》
- 吳頌恩：主持《妙韻傳情》、《週末至夠Fun》
- 卓敏：主持《流行音樂派》、《跨世代音樂空間》
- 安兒：主持《棋夫人信箱》、《樂鬥樂榜》
- 葉曉怡：主持《同舟共濟》、《粵唱愈曉》
- 關婉儀：主持《同舟共濟》
- 何家慧：主持《慧言輕音》
- 周秀蘭：主持《天男地北》
- 李紹明：主持《天男地北》
- 李世雄：主持《天男地北》
- 趙聖禹：主持《天男地北》、《理法綫》
- 胡以鈞：主持《天男地北》、《時事風雲》
- 杜港勝：主持《天男地北》
- 張國權：主持《天男地北》
- 李子威：主持《威哥你喺邊》、《今日你至威》
- 梁燊全：主持《時事風雲》
- 張耀生：主持《全天候運動場》

- 李察：主持《西曲寄心聲》
- 麥世文：主持《匯聲論壇》
- 郭凱恩：主持《家車熱線》
- 戴添祥：主持《靈機妙算》
- 翊菲：主持《靈機妙算》
- 周國賢：主持《週末至夠Fun》
- 黎樹坤：主持《理法綫》
- 劉達明：主持《投資金頁》

- Iris：主持《音樂速遞》
- 僖文：主持《鬥"秀"星期天》
- 何珮莎：主持《鬥"秀"星期天》
- 小雨：主持《周末雜誌》

### 國語節目
- 康妤：主持《娛樂進行時》
- 宋咏：主持《健康一刻》
- 林大誠：主持《加台政評》、《楓葉之旅》
- 鄧華一：主持《加台政評》
- 陳曦：主持《都市夜話》

## 海外嘉賓主持人
- 李錦洪：主持《香港家書》
- 羅乃萱：主持《萱中情》

### 海外合作節目
從2008年10月開始，華僑之聲與中國國際廣播電臺的合作，每天以國、粵語轉播來自該台在中國製作的節目。節目內容包括有關中國大陸的教育、新聞、時事、文化、歷史、音樂、體育、旅游及傳統藝術等方面，對象為加拿大華人，讓聽眾有機會更認識今天的中國大陸。相關合作安排曾於2018年短暫恢復，但相關的合作經已完結，並一度改為播放兩檔由台灣中央廣播電臺製作的國語節目，但相關的安排亦已取消。而由浙江广播电视集团製作的一檔節目則一直維持播放。

## 其他大型活動
- 2009年11月30日至12月11日：哈珀總理訪華專輯（華僑之聲隨團報道）
- 2009年10月31日：華僑之聲特備舞臺節目《鬼咁開心Halloween Show》（主辦）
- 2009年8月6日：中國厦門愛樂樂團演奏會（贊助）
- 2009年4月1日：吳宗憲溫哥華演唱會（贊助）
- 2008年5月23日：華僑之聲AM1320賑災慈善演唱會（主辦）
- 2008年3月14日：35周年台慶特別活動《匯聚眾聲迎台慶-星形心意卡》（主辦）
- 2008年2月13日：《中僑慈善群星夜2008》（與中僑互助會合辦）
- 2008年2月1日：北京2008奧運圖片展《新北京,新奧運》（恊辦）

## 人物
| 姓名   | 履歷                                                                      | 現況                                                                                                 |
| 劉恆信 | - 華僑之聲創辧人 - 前華僑之聲總監 - 前華僑之聲旅行社負責人 - 前時事評論員 | - 榮休前為恆信旅遊負責人                                                                             |
| 賀明笙 | - 溫哥華商人                                                              | - 華僑之聲董事長                                                                                     |
| 李永雄 | - 曾任華僑之聲總經理                                                      | - 曾任溫哥華電視台華社之星負責人                                                                     |
| 馮宜驊 | - 華僑之聲業務總監                                                        | - 現為華僑之聲營業及市場推廣部總監及企業開發副總裁                                                   |
| 屈潔冰 | - 曾任華僑之聲行政及營運總裁。                                            | 於2013年，當選為卑詩省列治文中選區省議員，並出任省政府國際貿易、亞太策略及多元文化廳廳長。           |
| 何活權 | - 前華僑之聲節目主持人 - 空中知己                                         | - 現為AM1470加拿大中文電台主持， 新時代電視節目主持                                                  |
| 王賢誌 | - 前華僑之聲節目主持人                                                    | - 曾任東華三院戊戌年2018年主席，現時為王氏港建執行董事                                               |
| 蕭亮   | - 前華僑之聲節目主持人                                                    | - 已回流香港 - 前無綫電視藝人                                                                        |
| 岳華   | - 前華僑之聲國語節目總監                                                  | - 已離世                                                                                             |
| 賴可兒 | - 前華僑之聲節目主持人 - 第一屆全BC省業餘DJ大賽冠軍                       | - 曾任Cossette Communications Group旗下Koo Creative的創作總監                                        |
| 廖德隆 | - 前華僑之聲節目主持人 - 第二屆全BC省業餘DJ大賽冠軍                       | - 現為新時代傳媒集團藝人                                                                             |
| 黎景全 | - 前華僑之聲節目主持人 - 第三屆全BC省業餘DJ大賽冠軍                       | - 曾任溫哥華商業電台(VCCB)主持 - 現為香港著名配音藝人，電影版STAND BY ME 哆啦A夢 2聲演野比大雄       |
| 余迪偉 | - 前華僑之聲節目主持人                                                    | - 已回流香港 - 現香港商業電台DJ及ViuTV主持                                                           |
| 林雨陽 | - 前華僑之聲節目主持人                                                    | - 已回流香港 - 曾任香港網媒香港人網、謎米香港總裁 - 曾任於香港政團選民力量主席、香港政黨人民力量成員 |
| 龍本   | - 前華僑之聲節目主持人                                                    | - 現為旅遊業者                                                                                       |
| 盧玉鳳 | - 前華僑之聲節目主持人                                                    | - 曾任香港商業電台903主持 - 現為新時代傳媒集團藝人                                                   |
| 朱明銳 | - 前華僑之聲節目部主管                                                    | - 曾任香港商業電台 - 曾任香港新城電台台長                                                            |
| 劉沛龍 | - 前華僑之聲節目主持人                                                    | - 現為香港電台DJ - 曾任香港商業電台881主持、AM1470加拿大中文電台主持                                 |
| 陳順海 | - 前華僑之聲節目主持人                                                    | - 曾在香港新城電台從事廣告創作，並以藝名英才擔任節目主持                                             |
| 超倫   | - 華僑之聲節目主持人                                                      | - 現為華僑之聲節目部總監                                                                             |
| 黃錦清 | - 前華僑之聲節目主持人                                                    | - 現為健康食品負責人                                                                                 |
| 李有毅 | - 前華僑之聲節目主持人                                                    | - 前主持龍小倫之丈夫 - 已回到香港生活 - 1981年至1984年擔任節目「空中突破」主持 - 現為廣告公司負責人  |
| 龍小倫 | - 前華僑之聲節目主持人                                                    | - 前主持李有毅之妻子 - 已回到香港生活 - 1984年之前擔任節目「空中突破」主持                           |

## 競爭對手
- 加拿大中文電台AM1470/FM96.1

## 外部連結
- 1320華僑之聲網站 （页面存档备份，存于）
- 華僑之聲AM1320 36週年台慶千人宴 （页面存档备份，存于）